# Predator (음반)
| 전문가 평가                      | 전문가 평가 |
| 평가 점수                        | 평가 점수   |
| 출처                             | 점수        |
| -------------------------------- | ----------- |
| AllMusic                         | [ 1 ]       |
| Collector's Guide to Heavy Metal | 8/10        |
| Hard Force (FRA)                 | [ 3 ]       |
| Hard n' Heavy (FRA)              | [ 4 ]       |

《Predator》는 1996년 1월 15일에 발매된 독일의 헤비 메탈 밴드 억셉트의 열한 번째 스튜디오 음반이다. 미하옐 바그너가 프로듀싱하고 미국 테네시주 내슈빌의 스튜디오에서 녹음했다. 《Predator》는 1997년부터 활동을 중단하기 전에 억셉트의 마지막 음반이었고, 가수 우도 디르크슈나이더와의 마지막 녹음이었다.
〈Primitive〉의 드럼과 퍼커션, 그리고 〈Predator〉의 추가 퍼커션은 댐 양키스와 레너드 스키너드의 마이클 카텔론에 의해 연주되었다.

## 배경
이 음반은 미국 테네시주 내슈빌에서 미하옐 바그너와 함께 녹음되었다. 스테판 카우프만이 허리 통증 때문에 밴드에서 일할 수 없었기 때문에 게스트 드러머 마이클 카텔론이 음반의 드럼 게임을 맡았다. 녹음하는 동안 밴드 내 분위기는 이미 좋지 않았기 때문에 분리는 피해야 했다. 베이시스트 피터 발테스가 세 곡을 사용했는데, 이것은 우도 디르크나이더의 사랑에 영향을 주지 않았다.

## 곡 목록
| #   | 제목                      | 작사·작곡                                     | 재생 시간 |
| --- | ------------------------- | --------------------------------------------- | --------- |
| 1.  | 〈Hard Attack〉           | 울프 호프만, 피터 발테스, 우도 디르크슈나이더 | 4:37      |
| 2.  | 〈Crossroads〉            | 발테스, 호프만, 디르크슈나이더, 디애피        | 5:12      |
| 3.  | 〈Making Me Scream〉      | 호프만, 발테스, 디르크슈나이더, 디애피        | 4:13      |
| 4.  | 〈Diggin' in the Dirt〉   | 호프만, 발테스, 디르크슈나이더, 디애피        | 4:01      |
| 5.  | 〈Lay It Down〉           | 호프만, 발테스, 디애피                        | 5:01      |
| 6.  | 〈It Ain't Over Yet〉     | 호프만, 발테스                                | 4:15      |
| 7.  | 〈Predator〉              | 호프만, 디르크슈나이더, 디애피                | 3:38      |
| 8.  | 〈Crucified〉             | 호프만, 발테스, 디르크슈나이더, 디애피        | 3:01      |
| 9.  | 〈Take Out the Crime〉    | 스테판 카우프만, 디르크슈나이더, 디애피       | 3:12      |
| 10. | 〈Don't Give a Damn〉     | 호프만, 발테스, 디르크슈나이더, 디애피        | 2:58      |
| 11. | 〈Run Through the Night〉 | 카우프만, 디르크슈나이더, 디애피              | 3:21      |
| 12. | 〈Primitive〉             | 호프만, 발테스                                | 4:36      |

## 차트
| 차트                                 | 순위 |
| ------------------------------------ | ---- |
| 핀란드 앨범 (수오멘 비랄리넨 리스타) | 27   |
| 독일 앨범 (Offizielle 탑 100)        | 56   |
| 일본 앨범 (오리콘)                   | 56   |
| 스웨덴 앨범 (스베리예토프리스탄)     | 28   |
| 스위스 앨범 (슈바이처 히트파라데)    | 49   |